# Intragna (Piemont)
Intragna ist eine Gemeinde in der italienischen Provinz Verbano-Cusio-Ossola (VB) in der Region Piemont.

## Lage und Einwohner
Intragna liegt 12 km nördlich von der Provinzhauptstadt Verbania und dem Lago Maggiore. Die Gemeinde umfasst eine Fläche von 9 km² und hat 94 Einwohner (Stand am 31. Dezember 2023). Teile des Gemeindegebiets gehören zum Nationalpark Val Grande, dem größten Waldgebiet Italiens.
Die Nachbargemeinden sind Aurano, Caprezzo, Miazzina, Premeno und Vignone.

### Bevölkerungsentwicklung
Seit 1911 hat die Gemeinde einen Rückgang der Wohnbevölkerung um mehr als 90 % zu verkraften.

## Geschichte

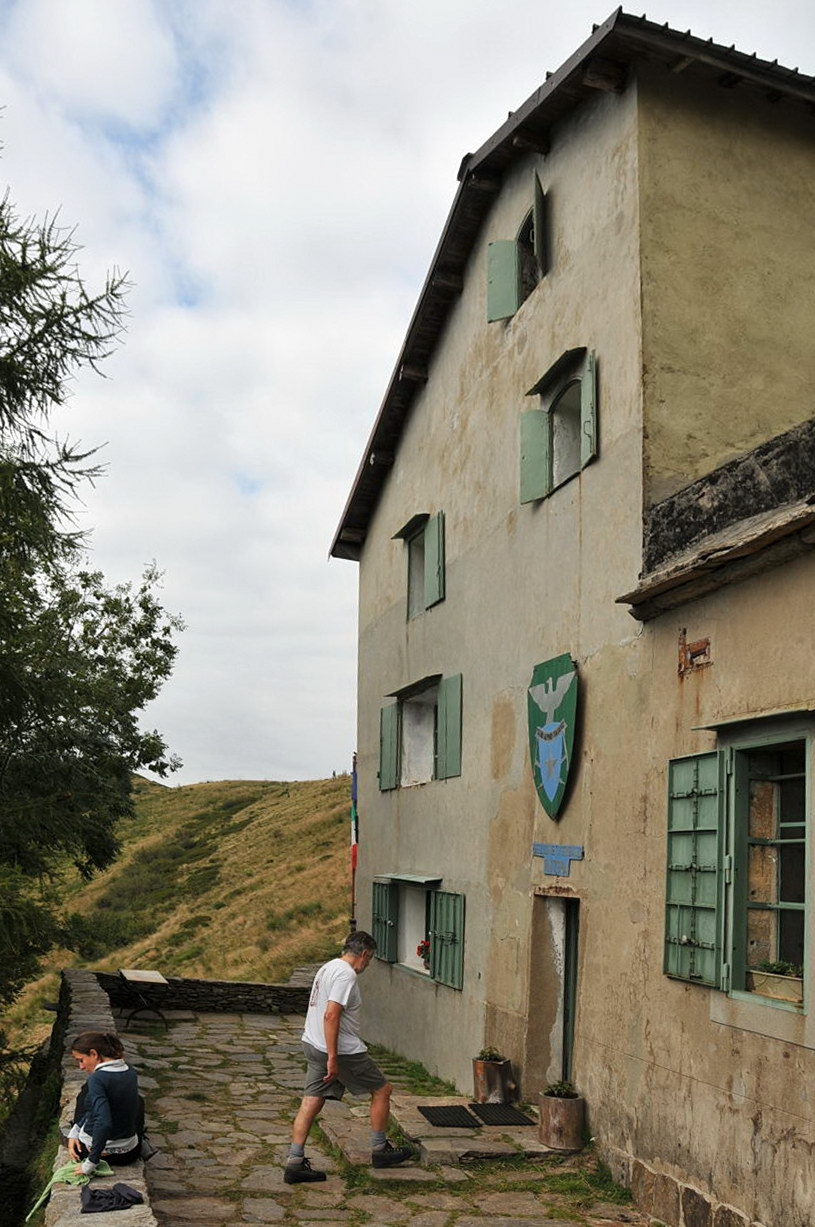
Berghütte Pian Cavallone

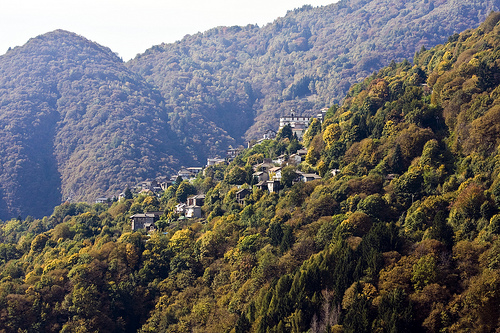
Intragna

Sein Name erscheint bereits im Jahr 1124 in öffentlichen Dokumenten und er ist unter den Gemeinden der Region Verbanese in Erinnerung, die 1393 der Gemeinde Intra, Pallanza und Vallintrasca unterworfen wurde und die entsprechenden Statuten akzeptierte.